# نادي بوكاي
نادي بوكاي لكرة القدم (Fudbalski klub Bokelj Kotor) هو نادي كرة قدم من الجبل الأسود، تأسس سنة 1922.